# Жак Грюбер
Жак Грюбер (собственото име на френски фамилията на немски: Jacques Grüber, 1870 – 1936) е френски художник, занимавал се с декоративни изкуства, мебели и витражи.

## Биография
Жак Грюбер е роден на 25 януари 1870 в Елзас. Учи в Екол де Боз-Ар в Нанси (на френски: École des Beaux-Arts de Nancy – Училището по изящни изкуства). Благодарение на стипендия, осигурена от град Нанси, Грюбер получава възможност да учи при Гюстав Моро в Париж.
Той се връща в Нанси през 1893 г. и преподава в Екол де Боз-Ар. Започва да се занимава с декорация на вази за фирмата Daum, прави мебели за Мажорел и корици на книги за Рене Винер.
Грюбер отваря свое собствено ателие и бързо се специализира в изработката на витражи и различни изделия от стъкло. Той проявява интерес към всякакви техники, използвани в декоративните изкуства, но около 1900 г. се отдава основно на работата си като витражист.
През 1901 г. Грюбер става един от основателите на „Школата в Нанси“ (École de Nancy), свързана с течението ар нуво. Днес Грюбер е считан за най-продуктивния представител на тази школа в областта на витражите.
През 1914 г. той се установява в Париж. Умира на 15 декември 1936 г.

## Галерия
- Витраж в църквата „Saint-Gorgon“ във Варанжевил, департамент Мьорт е Мозел
- Витраж в църквата „Св. Богородица“ в Бон, департамент Кот д'Ор
- Витраж в Музея на Екол дьо Нанси („Школата в Нанси“)
- Витраж в Музея на Екол дьо Нанси („Школата в Нанси“)
- „Véranda de la Salle“ в Музея на Екол дьо Нанси („Школата в Нанси“) (1904)
- „Химия“, витраж в Камарата на търговията и индустрията на департамент Мьорт е Мозел
- Витраж в Пощенската палата на Бар льо Дук в департамент Мьоз (1925)
- Витраж в Пощенската палата на Бар льо Дук в департамент Мьоз (1925)
- Витраж в Пощенската палата на Бар льо Дук в департамент Мьоз (1925)
- Витраж в приемната зала на „Villa Majorelle“ в Нанси
- Витраж в „Crédit Lyonnais“ в Нанси
- Витраж в читалната зала на Библиотека „Карнеги“ в Реймс